# Gossypol
Gossypol is een polyfenol dat voorkomt in de stengels, bladeren en zaden van planten uit het geslacht Gossypium, waartoe de katoenplant behoort. Het is een chiraal molecule met twee enantiomeren, (+)- en (-)-gossypol.
Gossypol is een plantengif dat een natuurlijke weerstand tegen insecten biedt voor de planten. Het is ook voor dieren en mensen zwak giftig. Het dringt door in cellen en remt verschillende dehydrogenase-enzymen. Dit maakt dat onbehandelde katoenzaden of katoenzaadolie niet geschikt zijn als voeding voor dier en mens; gossypol moet er eerst uit verwijderd worden door extractie of door thermische en mechanische bewerkingen. Onderzoekers van Texas A&M-universiteit hebben genetisch gemodificeerde katoenplanten ontwikkeld waarvan de zaden weinig of geen gossypol bevatten (maar de rest van de planten nog wel), zodat die wel in voedsel verwerkt kunnen worden.

## Mannelijk anticonceptiemiddel
Tijdens de jaren 1970 werd in China een grote studie uitgevoerd naar het gebruik van gossypol als anticonceptiemiddel voor mannen. Bij relatief lage doses stopt gossypol de spermatogenese. De studie toonde aan dat gossypol een betrouwbaar resultaat gaf en veilig toegediend kon worden langs orale weg. Bij een aantal personen bleek er wel hypokaliemie (verlaagd kaliumgehalte in het bloed) als neveneffect op te treden. En in meer dan 20% van de gevallen leidde het gebruik van gossypol tot permanente onvruchtbaarheid, wat het ongeschikt maakt voor gebruik in een anticonceptiepil voor mannen.

## Antikankermiddel
Mary R. Flack publiceerde in 1993 de eerste aanduidingen dat gossypol een antikankerwerking vertoonde tegen bepaalde kankers bij mensen. De stof doodt de kankercellen niet, maar remt de aangroei van tumorcellen.